# Provincia Lusaka
Provincia Lusaka este o unitate administrativă de gradul I a Zambiei situată în partea sudică a statului .Reședința provinciei este orașul Lusaka, oraș cu funcție de capitală a Zambiei.

## Districte
Provincia Lusaka se subdivide, la rândul ei, în 6 districte:
| - Lusaka - Kafue - Chilanga - Chongwe - Luangwa - Rufunsa |